# Rete tranviaria di Cottbus
La rete tranviaria di Cottbus è la rete tranviaria che serve la città tedesca di Cottbus.

## Linee
(22 ottobre 2019)
- 1: Schmellwitz / Chmjelow – Hauptbahnhof / Głowne dwórnišćo
- 2: Jessener Str. / Jaseńska droga – Sandow / Žandow
- 3: Ströbitz / Strobice – Madlow / Módłej
- 4: Neu-Schmellwitz / Nowy Chmjelow – Sachsendorf / Knorawa